# Måløvhøj
Boligområdet Måløvhøj er beliggende i den nordlige del af Ballerup Kommune, og grænser bl.a. op til Jonstrupvejen. Det omfatter i dag godt 50 huse, der i begyndelsen af 1930'erne blev opført på udstykninger fra den nærliggende Måløvgård.
Det var den høje arbejdsløshed på den tid, der udløste forskellige initiativer til at skabe beskæftigelse, og blandt disse var etableringen af kolonien "Måløvhøj". 
Med forbilleder fra Tyskland og Østrig, hvor det var en udbredt socialpolitisk foranstaltning, var det tanken, at arbejdsløse byggearbejdere for billige statslån fik til opgave at opføre egen bolig. Parcellerne var udlagt så store – på Måløvhøj: 1.000 m² – at de kunne danne underlag for familiernes selvforsyning – såvel fra grøntsager som fra mindre husdyrhold. På Måløvhøj er det således i dag stadig en tinglyst rettighed at holde klovdyr i kvarteret.
"Selskabet til Bekæmpelse af Arbejdsløsheden i Danmark" tog flere initiativer, men arbejdsløshedskolonien Måløvhøj var det eneste af deres projekter, der blev ført ud i livet. Selskabet fik Indenrigsministeriet til at bevilge det nødvendige statslån, og fik afklaret betingelserne for den nye koloni med Ballerup-Måløv kommune.
Arkitekt Erik Fisker havde til projektet tegnet det hus på 52 m², som skulle opføres på parcellerne. Selve rumindretningen i huset var i forhold til tiden ganske progressiv, idet der var disponeret med 2 lige store rum – en stue til børnene og en stue til forældrene. En sådan ligeværdighed mellem børn og forældre var ikke almindelig i forhold til den gængse forestilling om børnenes rolle i familien.
Målsætningerne for projektet skulle imidlertid vise sig vanskelige at realisere. Manglende vejanlæg og kloakering skabte problemer, og en omplantning af arbejdsløse fra byen til en form for landboliv viste sig måske at være mere teoretisk end praktisk mulig. Størstedelen af de oprindelige andelshavere faldt fra, huse stod tomme og andelene blev snart handlet meget billigt. 
Med oprettelsen af en grundejerforening for området i 1939 blev arbejdsløshedskolonien at betragte som et almindeligt parcelshusområde. Foreningen skulle løse de tilbageværende problemer med vedligeholdelse af de fælles anlæg, vandværk og veje. I dag er vejene – Måløvhøjvej og dele af Nørrevej, Mellemvej og Søndervej – og vandforsyningen fra eget vandværk fortsat i foreningens regi.